# Thomas Enders
Thomas "Tom" Enders (Neuschlade, 21 de dezembro de 1958) é um gestor industrial alemão e diretor executivo do Grupo Airbus.

## Vida
Thomas Enders nasceu no Westerwald como um ancião de cinco filhos. Ele tem dois irmãos e duas irmãs. O pai deixou, devido a uma doença cardíaca, a profissão de sapateiro e tinha depois construído um negocio de um pastor com cerca de 1.000 animais. As crianças tinham que ajudar, mas passatempos e feriados, não era para Tom Enders. Estudou economia, política e história na Universidade de Bonn e na Universidade da Califórnia, completando seu doutorado em ciência política com 28 anos de idade. Enders tem uma licença de piloto de helicóptero e é fã de páraquedismo.
Depois de uma temporada no Ministério da Defesa alemão, ele se juntou à divisão de armas da Daimler (atual Mercedes-Benz Group), a Dasa, que foi incorporada em 2000 com a francesa Aerospatiale / Matra para a EADS. Enders inicialmente era responsável pela defesa, em seguida, Co-CEO da EADS e finalmente patrão da Airbus em 2007. Foi chamado internamente por muitos Major Tom. Quando assumiu o cargo  fabricante europeu de aviões, e empresa era rasgado de grande luta entre os franceses e também entre os franceses e alemães. A produção do Airbus A380 grande corpo estava preso em um emaranhado de cabos, os custos explodiram.
Desde maio de 2004 a agosto de 2007 foi CEO da EADS (hoje Airbus Group). Em 27 de agosto de 2007, ele foi nomeado diretor executivo da Airbus. Foi CEO da Airbus Groupo entre 1 de junho de 2012 e abril de 2019.
Enders foi 2005-2012 Presidente da BDLI (Bundesverband der deutschen Luft- und Raumfahrtindustrie), Federação da Indústria do Ar e do Espaço Alemão, associação comercial alemã para as principais empresas e instituições da aviação e tecnologia aeroespacial.
Tom Enders tem papel significativo no sucesso da Airbus sobre seus concorrentes da Boeing. Sob sua liderança a Airbus superou a Boeing a partir de 2009 na venda mundial de aeronaves.